# Helga Glušič
Helga Glušič, slovenska literarna zgodovinarka, * 21. marec 1934, Ljubljana, † 3. oktober 2014, Sežana.

## Življenje
Leta 1960 je na Filozofski fakulteti v Ljubljani diplomirala iz slavistike in primerjalne književnosti, doktorirala je leta 1973. Do upokojitve leta 1996 je delala na Filozofski fakulteti, 1960–61 kot bibliotekarka, od 1961 kot asistentka, od 1973 kot docentka, od 1978 kot izredna profesorica in od 1984 kot redna profesorica za zgodovino slovenske književnosti. Leta 2009 ji je Univerza v Ljubljani podelila naziv zaslužna profesorica.
Leta 1953 je diplomirala, 1960 doktorirala iz slavistike in primerjalne književnosti na ljubljanski Filozofski fakulteti, kjer je delovala v letih 1960 do 1996, od 1984 kot redna profesorica za slovensko književnost. raziskovala je predvsem prozo socialnega realizma in obdobja po 2. svetovni vojni, pa tudi zamejsko in izseljensko književnost.
V študijskem letu 1985/86 je bila kot štipendistka Fulbrightovega sklada lektorica za slovenski in srbski ali hrvaški jezik na University of Kansas v Lawrenceu, 1986/87 pa gostujoča profesorica na Indiana University v Bloomingtonu. 1977 je nastopila na simpoziju o jugoslovanskih književnostih na Univerzi Harvard, kot Fulbrightova štipendistka je predavala v Bloomingtonu in Ann Arbor, v Benetkah na konferenci o književnostih v regiji Alpe-Jadran, v Beogradu in Zagrebu. Leta 1995 je na povabilo slovenskih izseljenskih društev predavala na turneji v Argentini. V Ljubljani je sodelovala na Seminarju slovenskega jezika, literature in kulture, 1976 in 1983 kot predsednica organizacijskega odbora. 
V letih 1979/80 in 1980/81 je bila prodekanka za študentska vprašanja na Filozofski fakulteti, 1978–84 predsednica Komisije za pospeševanje slovenščine na tujih univerzah, urednica za slovensko književnost pri Enciklopediji Jugoslavije in konzultantka za slovensko literarnozgodovinsko izrazoslovje pri Slovarju slovenskega knjižnega jezika. Strokovne članke in ocene je objavljala v Slavistični reviji, Jeziku in slovstvu, Naših razgledih, Razgledih, Sodobnosti, Slovene Studies in Književnih listih časopisa Delo. Kot avtorica člankov je sodelovala tudi pri Enciklopediji Slovenije. Bila je članica odborov za podelitev Prešernove, Levstikove in Župančičeve nagrade, odbora za književnost nagrade AVNOJ in odbora za književnost pri jugoslovanski komisiji UNESCO. Leta 1984 je prejela Red zaslug za ljudstvo s srebrno zvezdo. Bila je tudi zaslužna članica Slovenske matice.

## Strokovna področja
Delo Helge Glušič obsega tri področja: novejšo (socialni realizem) in sodobno slovensko pripovedno prozo (druga polovica 20. stoletja), slovensko mladinsko književnost in (na ravni podiplomskega študija) didaktiko književnosti. Na področju pripovedne proze je posebno pozornost posvetila sodobni slovenski noveli in romanu, pa tudi esejistiki in literarni kritiki. Sprva je preučevala predvsem delo Cirila Kosmača in Franceta Bevka, kasneje tudi številne druge avtorje. Zgodaj se je začela zanimati za slovensko izseljensko književnost Severne in Južne Amerike.

## Izbrana bibliografija
- Ciril Kosmač. Ljubljana: Prosvetni servis, 1963. (COBISS)
- France Bevk. Ljubljana: Prosvetni servis, 1964. (COBISS)
- Lirika, epika, dramatika: Študije iz novejše slovenske književnosti, 11965, 21971 (sourednica). Murska Sobota: Pomurska založba, 1971. (COBISS)
- Slovenska književnost 1945–1965. Ljubljana: Slovenska matica, 1967. (COBISS)
- Slovenska proza 1945–1965. Ljubljana: Slovenska matica, 1968. (COBISS)
- Beg: Slovenske novele petdesetih let. Ljubljana: Mladinska knjiga, 1972. (COBISS)
- Pripovedna proza Cirila Kosmača: Razvoj motivike in načini njenega oblikovanja. Ljubljana: Slovenska matica, 1975. (COBISS)
- France Bevk. Ljubljana: Mladinska knjiga, 1978. (COBISS)
- Pod Južnim križem: Antologija emigrantske proze 1945–1991. Celje: Mohorjeva družba, 1992.  (COBISS)
- Sto slovenskih pripovednikov. Ljubljana: Prešernova družba, 1996. (COBISS)
- Slovenska izseljenska književnost.  Ljubljana: Rokus, 1999. (COBISS)
- Slovenska pripovedna proza v drugi polovici dvajsetega stoletja. Ljubljana: Slovenska matica, 2002. (COBISS)